# جیمز فرنسیسکس
جیمز فرَنسیسکس (انگلیسی: James Franciscus؛ ۳۱ ژانویهٔ ۱۹۳۴ – ۸ ژوئیهٔ ۱۹۹۱) بازیگر و تهیه‌کننده فیلم اهل ایالات متحده آمریکا بود. وی بین سال‌های ۱۹۵۷ تا ۱۹۸۵ میلادی فعالیت می‌کرد.

## گزیده فیلمشناسی
از فیلم‌ها یا برنامه‌های تلویزیونی که وی در آن نقش داشته‌است می‌توان به آثار زیر اشاره کرد.
- مارونید (۱۹۶۹)
- قایق‌های جهنمی (۱۹۷۰)
- در زیر سیاره میمون‌ها (۱۹۷۰)
- گربه نه‌دم (۱۹۷۱)
- جاناتان مرغ دریایی (فیلم) (۱۹۷۳)
- مقتدر یونانی (۱۹۷۸)
- مردان خوب مشکی می‌پوشند (۱۹۷۸)
- وقتی که زمان به آخر رسید (۱۹۸۰)
- پروانه (فیلم ۱۹۸۲) (۱۹۸۲)
- لانگستریت